# Isham G. Harris
Isham G. Harris (Franklin megye, 1818. február 10. – Washington, 1897. július 8.) az Amerikai Egyesült Államok szenátora (Tennessee, 1877–1897).